# Nicolaus Thomas Host
Nicolaus Thomas Host, född 6 december 1761 i Fiume (nuvarande Rijeka), Kroatien, död 13 januari 1834 i Schönbrunn, Österrike, var en kroatisk botaniker och personlig läkare till den tysk-romerske kejsaren Frans II.
Auktorsnamnet Host kan användas för Nicolaus Thomas Host i samband med ett vetenskapligt namn inom botaniken; se Wikipediaartiklar som länkar till auktorsnamnet.